# فهرست ایزدان ایرانی
خدایان هندوایرانی باستان عموماً ذات‌هایی بودند «مظاهر طبیعت» را تجلی می‌کردند. مهم‌ترین خدایان آریایی خورشید، ماه، سیارات، آذرخش و طوفان و ادور بودند، که عموماً با القاب دَیوا (پارسی باستان: دَیوا-/daiva-، اوستایی:دَئیووا-/ daēuua-) و اَهورا (سانسکریت: اَسورا) مورد ستایش قرار می‌گرفتند. در فهرست زیر مهم‌ترین ایزدان هند و ایرانی و ایرانی آمده‌است.
در ریگ‌ودا از سی و سه ایزد یاد شده‌است، و همچنین از یک گروه هفت خدایی که شاید معادل امشاسپندان باشند نیز یاد شده‌است که موسوم اند به «آدی تیا» Aditya، یعنی پسران «آدی تی» Aditi که نام خدایی است، اما از میان این هفت خدا، نام میترا - وارونا بسیار تکرار شده‌است. از تکرار نام این سی و سه خدا در اوستا، پیدا است که این موضوع پیشینهٔ بسیار زیادی دارد، چون نام امشاسپندان و ایزدان به روی هم سی و سه می‌باشد که ذکر نام آن‌ها چون دعا و یادکردی موجب گشایش در کارها می‌شد و تکرار سه بار از این سی و سه خداوند با دو نام واسط دیگر، تشکیل صد و یک نام خداوند را در مرحلهٔ وحدت منتقل می‌کند و یادگار و بازماندهٔ آن در تسبیح سی و سه دانه و یک صد و یک دانه مشاهده می‌شود.

## فهرست ایزدان ایرانی
| نام امروزی                              | نام اوستایی                    | نام فارسی میانه                   | شرح |
| --------------------------------------- | ------------------------------ | --------------------------------- | --- |
| زُروان                                   | زروَن zrvan                     | زُروان zurvān                      | خدای زمان و سرنوشت. زُروان ایزدی بسیار کهن است که در دوران‌های پیش از زرتشتی خدایی مهم با دین مخصوص به خود بوده‌است و گرچه در اوستا دیگر نقش خدایی ندارد و به معنی زمان آمده‌است، اما از متون ساسانی برمی‌آید که تا آن زمان هم نزد تودهٔ مردم هنوز خدایی سخت مورد ستایش بوده‌است. اودِموس رودسی که در دوران انقراض هخامنشیان می‌زیست در نوشته‌هایش نقل کرده‌است، پارسیان فرقه‌ای دارند که در آن زمان و مکان را می‌پرستند و این دو را زایندهٔ تمام خدایان می‌دانند. به ویژه این نکته تصریح شده که پارس‌ها اعتقاد دارند زمان مادر و پدرِ دو نیروی روشنایی و تاریکی، یعنی اهورامزدا و اهریمن است. زُروان در دوران پیش از یکتاپرستی زرتشت نخستین خدا دانسته می‌شود که هزارسال مراقبه می‌کند تا فرزندی را به دنیا بیاورد که جهان را بیافریند. پس از نهصد و نود و نه سال به اندیشهٔ شک‌آلوده افتاد که این مراقبه و نیایش‌ها سودی دارد یا بیهوده بوده‌است. همان زمان، او دو فرزند را آبستن می‌شود. از مراقبه و اندیشهٔ نیکش اهورامزدا و از شک او اهریمن در زهدان او شکل می‌گیرند. او سوگند خورده‌است که پادشاهی جهان را به اولین فرزندش می‌دهد، با اینکه هرمزد به دهانهٔ زهدان نزدیکتر است، اما اهریمن شکم او را می‌درد و بیرون می‌آید و زُروان با اینکه می‌داند فرزند مورد آرزویش اهورامزدا است که نیک‌سرشت و پاک است، و اهریمن برعکس او سراسر بدی و گند است، با این‌حال برای اینکه به سوگندش وفادار بماند، پادشاهی جهان را تا نُه‌هزارسال به او می‌دهد و نبرد اهورامزدا و اهریمن آغاز می‌شود که پیروزی نهایی از آنِ اهورامزدا خواهد بود.                  |
| ناهید                                   | اردی‌ویسورَه آناهیتا ar'dvi-sura | اَناهید anāhid                     | ایزدبانوی رودخانه‌ها و آبهای شیرین، زیبایی، عشق و باروری زنانه است. او همتای ایرانی ایشتار، الههٔ بین‌النهرینی عشق و باروری و آفرودیت، الههٔ عشق و زیبایی در یونان به‌شمار می‌رود. او همان سیارهٔ ناهید یا زهره است. او با نام‌های سامی بتول و طاهره نیز شناخته می‌شود که در ادیان سامی القابی هستند برای شخصیت‌های تاریخی مانند مریم مقدس که صورت زمینی شدهٔ همین «مادرخدا» هستند. آناهیتا در ایران شرقی بغدخت یا بیدخت نیز نامیده می‌شود که «دختر ایزد بزرگ» معنی می‌دهد. بسیاری از زیارتگاه‌های کنونی در گذشته نیایشگاه‌های آناهیتا بوده‌اند. از نشانه‌های معابد آناهیتا، درختان کهن است. در آبان‌یشت که یکی از کهن‌ترین بخش‌های اوستاست و مفصل‌ترین متن در ستایش آناهیتاست، توصیفی بسیار دقیق از او می‌دهد: اردویسوره آناهیتا دوشیزه‌ای زیبا، آزاده، برومند و بسیار قدرتمند است. کفش‌هایی درخشان دارد که تا مچ پاهایش را می‌پوشانند و بندهایی زرین دارند. جامه‌ای پُرچین و درخشان به تن دارد با کمربندی به کمر. گوشواره‌هایی چهارگوش و گردنبندی طلایی و تاجی هشت‌پَر دارد که بالایش صدستاره دارد. آناهیتا که ایزدبانوی تمام رودها و آبهای شیرین جهان است، گردونه‌ای دارد با چهار اسب سفید، که این اسب‌ها باد و باران و برف و تگرگ هستند. او با گردونه‌اش دیوان و نیروهای پلید را از میان برمی‌دارد. او حامی زنان باردار و کودکان خردسال است و شیر زنان شیرده را زیاد و پاک می‌دارد. |
| مِهر(ایزد مهر ایرانی - میترا ایزد ودایی) | میثرَه miθra                    | مِهر mihr                          | ایزد آفتاب و به عبارتی خورشید است. از ایزدان کهن هندو ایرانی است که در اوستای تازه از اهمیت بزرگی برخوردار می‌شود و به محور قدرت در جهان خدایان تبدیل می‌گردد. یشت دهم اوستا از آنِ اوست. مهر با صفت دارندهٔ چراگاه‌های فراخ توصیف می‌شود. مهر، ایزد مهر و محبت و دوستی، پیمان و راستگویی و دشمن دروغ است. |
| ایزد باد                                | وایو vāyu                      | وای wāy                           | ایزد باد. وای یا باد که اندروا هم نامیده می‌شود، ایزد باد و تجسمی از فضا است و در ابر بارانزا زندگی و در طوفان، مرگ می‌آورد. در اوستا از ایزدان نیرومند دین زرتشتی است و پانزدهمین یشت به نام اوست. در ویسپرد به همراه آسمان و دریای فراخکرت پهناوری و گستردگی ایشان ستوده شده‌است. درخواست‌های پرستندگان وای بیشتر ماهیتی جنگی دارد و ازین روی وای از ایزدان جنگ دانسته می‌شود اما باید توجه داشت که طبق رام‌یشت اوستا، دوشیزگان شوی ناگزیده، با همان فرش و تخت و بالش زرین -همچون آتوسا در عشق گشتاسپ- وای را می‌ستایند تا شوهرانی ارجمند و برومند نصیبشان شود. از اینجا معلوم می‌شود یکی از قدرت‌های وای رساندن زن و مرد به هم است. در ادبیات زرتشتی وای در فضای میان اهورامزدا و اهریمن قرار دارد و میانجی آنهاست و یک مفهوم بی‌طرفی در او وجود دارد. در متون کهن‌تر وای ابتدا شخصیت واحدی است با سیمایی دوگانه، نیکوکار و در عین حال شوم. اما بعدها دو سویهٔ شخصیتش به‌طور دو شخصیت مجزای «وای نیک» و «وای بد» درآمده اند. «وای نیک» که گاهی با ایزد رام یکی دانسته می‌شود، ایزد بادهای باران‌آور است، و «وای بد» دیو مرگ است که جان را از تن جدا می‌کند و از راه اوست که باید مردگان بگذرند. در بندهشن آمده‌است «وای خوب» سالار ارتش مینوان است و جامهٔ زرین، سیمین، گوهرنشان و ارغوانی‌رنگ به تن دارد. |
| زامیاد                                  | زَم zam                         | زامیاد zāmyād                     | ایزدبانوی زمین، گاهی با سپندارمذ امشاسپند زمین یکی دانسته می‌شود و گاهی هم زامیاد مینوی زمین -به معنی قرینهٔ بهشتی آن- و سپندارمذ الههٔ زمین دانسته می‌شوند. گل ریحان به این ایزد تعلق دارد. |
| رام                                     | رامَن rāman                     | رام rām                           | ایزد آرامش و شادی، نامش به معنی آرامش است. در اوستا ایزدی مستقل از وای است اما در ادبیات پهلوی با او یکی شده‌است. رام، رامش‌بخش جهانیان است. بخش ابتدایی اسم‌هایی مانند رامین، رامتین و رامش و رامبُد از نام او ساخته شده‌است. گل خیری زرد نماد این ایزد است. او از همکاران بهمن است. دیو اَستوِیهاد دشمن اصلی رام است. |
| بهمن                                    | وُهومَنَه vohu-manah              | وَهمَن wahman                       | ایزد حامی حیوانات سودمند. بهمن اسمش به معنی دارای منش نیک است. او نخستین آفریدهٔ خدا، در طرف راست اهوره‌مزدا می‌نشیند و تقریباً نقش مشاور را دارد. بهمن به عنوان «اندیشهٔ خوب» مظهر خرد خداست که در وجود انسان فعال است و انسان را به سوی خدا رهبری می‌کند. از این جهت معادل عقل است. ایزدان ماه، گوش و رام از همکاران او هستند. دشمن اصلی او دیوی به نام اَکومَن است. بهمن راستکرداران پرهیزگار را به بهشت می‌پذیرد. اورمزد از طریق او جهان را آفریده‌است. بهمن برترین و نخستین امشاسپند است. |
| ایندرا                                  | ایندره indra                   | -                                 | ایزد آذرخش. یکی از خدایان برجستهٔ هندوایرانی، که در ادوار بسیار کهن بصورت خدایی توصیف می‌شده‌است که با اژدهای خشکسالی یا دیوان خشکی و تاریکی می‌جنگد و با سلاحش که آذرخش است و گُرز آتشین نامیده می‌شود، آب‌های زندانی و روشنی‌ها را آزاد می‌کند و باعث بارش باران می‌شود. بخاطر همین جنگیدن، خدای جنگجویان دانسته می‌شده‌است. در متن‌های اوستایی با لقب خود وِرِثرغنَه، در شمار خدایان و با نام خود، ایندره، در شمار دیوان ظاهر می‌گردد. رستم و بسیاری پهلوانان ایرانی دیگر مانند گرشاسب نمونه‌های زمینی ایندره هستند و از بسیاری جهات مانند او هستند. ایندره از پهلوی مادر زاده می‌شود، در نوزادی چرخ خورشید را به حرکت میاورد، یکباره می‌تواند سیصد گاومیش بخورد، گرزش را به ارث برده‌است و نوشیدنی سومه (هوم) را بسیار می‌نوشد، گاهی اندازهٔ سه دریا. رستم نیز از پهلوی مادر زاده می‌شود و در کودکی پهلوانی می‌کند، او هم گرزش را به ارث برده‌است و بسیار پُر اشتهاست و گاهی یک گورخر را کباب می‌کند و می‌خورد و همین‌طور در میخوارگی دلیر است. به این معنی که در دوران اساطیر مشترک هندی و ایرانی، در وداها یکی از ایزدان نیک مهم است ولی بعدها با فاصله گرفتن اساطیر ایرانی و هندی، اسم ایندره در اوستا متعلق به یک دیو با شخصیتی متفاوت می‌شود. |
| آذر                                     | آتَر ātar                       | آدور ādur                         | ایزد آتش یا به تعبیری نگهبان آتش‌هاست که او را پسر اورمزد به‌شمار آورده‌اند و آتش روشن نشانهٔ دیده شدنی حضور اورمزد است. تقدس آتش ریشهٔ کهن دارد و به دوران هند و ایرانی بازمی‌گردد. قرینهٔ او خدای هندی آتش اَگنی است که در اسطوره‌های هندی رابط میان خدا و آدمیان است و در عین حال هم زمینی است و هم ایزدی. در اساطیر ایرانی، آفرینش آتش با آفریدن گیاهان وابستگی دارد و رابطهٔ نزدیک بین آتش و گیاهان در تصورات هند و ایرانی ناشی از آن است که این قوم عادت داشتند آتش را از ساییدن دو قطعه چوب به یکدیگر به دست آورند. به همین دلیل در وداها گفته شده‌است که آتش در چوب پدید می‌آید، نطفهٔ روییدنی‌ها را دربردارد و در آن‌ها پراکنده‌است. در فرهنگ کهن ایرانی، آتش، دوست، برادر و نزدیک‌ترین خویشاوند بشر دانسته می‌شود که تاریکی را روشن می‌کند، نیروهای پلید را دور می‌کند و در شب از نزدیک شدن جانوران درنده به انسان جلوگیری می‌کند. آتش نزد زرتشتیان بسیار مقدس است. آتش مقدس آتشکده‌ها نباید نور خورشید بر آن بیفتد و نه چشم کافری آن را ببیند. از دلایل قداست این آتش جریان طولانی و دشوار تطهیر آن است. شانزده آتش از منابع مختلف جمع‌آوری می‌شوند و آنگاه ۱۱۲۸ بار آن‌ها را تطهیر می‌کنند و این جریان یک سال طول می‌کشد. از امشاسپندان، اردیبهشت حافظ آتش است. در اساطیر ایرانی گفته می‌شود آتش در ابتدا نمی‌سوزاند و بی‌دود است و طیق بندهشن وقتی در پایان سه‌هزارهٔ دوم اهریمن به آفرینش هرمزدی می‌تازد، آتش را به دود، دمه و سوزندگی آلوده می‌کند. در رستاخیز آتش دوباره به صورت اولیهٔ خود بدون دود و تیرگی و سوزش خواهد بود. |
| گوش                                     | گوش اوروَن guš.urvan            | گوشورون، گوشورن gōšurun/ gōšurwan | ایزد نگهبان و مینوی چهارپایان مفید است. نام او به معنای «روانِ (یا روح) گاو» است و طبق روایات پهلوی امشاسپند موکل بر حیوانات است. برخی گوشورن (در متون پهلوی گوش gōš) را مؤنث به‌شمار می‌آورند و ارتباطی میان او و ماهفرض کرده‌اند. |
| بهرام                                   | ورثرَینه vərəθraγna             | وَرَهران warahrān وَهران wahrān      | ایزد پیروزی در جنگ. ورثرغنه یا بهرام ایزد جنگ و جنگاوری است و همکار میترا ایزد پیمان و خورشید و ایزد نور و باروری مردانه می‌باشد. از تجسم‌های ایزد بهرام در نقاشی‌ها و نقوش ظروف، مرسوم‌ترین گراز است. باز یا شاهین، گاو نر با گوش و شاخ‌های طلایی، اسب سفید با یراق طلایی، شتر بارکش قوی‌هیکل و مرد جوان پُر زور و نیرومندی که پانزده‌ساله است، بعد همگی از نمادهای ایزد بهرام هستند. بهرام همان سیارهٔ مریخ است. او در میان ارتش مینوان درفش‌دار و مسلح‌ترین و نیرومندترین و در نتیجه پیروزترین آنهاست. معنی اسمش هم پیروز است. بهرام بخشی از شخصیت خود را از ایندره به ارث برده‌است و از این جهت با رستم مشترکاتی دارد. بهرام نگهبان آتش است و همکار امشاسپند اردیبهشت تلقی می‌شود. گل سنبل به ایزد بهرام تعلق دارد. |
| تیر                                     | تیشتَریَه tištariya              | تیشتَر tishtar تیر tēr             | ایزد باران. یَشت هشتم اوستا مربوط به اوست. بنابر این یشت، تیشتَر ستاره‌ای است سپید و درخشند و دورپیدا. او آب سرشت و تواناست و نژادش از اپام نپات خدای هند و ایرانی آب‌ها است. او سرور همهٔ ستاره‌هاست. در ابتدای آفرینش در نبرد با اهریمن او نقشی اساسی داشت. او که مهم‌ترین ایزد باران‌آور است، به سه پیکر شد: مرد پیکر، گاو پیکر و اسب پیکر و به هر پیکری ده شبانه‌روز باران سیل‌آسا باراند و از این طریق زهر خرفستران که آفریده‌های اهریمن‌اند را شست و خفیف کرد و همچنین از این باران‌ها هفت کشور، چندین دریا و دریاچه و رودخانه پدیدار گشت. سپس برای نابودی زهر خرفستران به دریای فراخکرد شد و در آنجا با دیو اَپوش (دیو خشکسالی) بر سر باران جنگید. اَپوش به شکل اسبی سیاه و تیشتر به شکل اسبی سفید سه شبانه‌روز با هم نبرد می‌کنند. در ابتدا نیروی اَپوش غلبه می‌کند اما به کمک اهورامزدا در آخر تیشتَر بواسطهٔ قربانی‌هایی که مردم به او تقدیم کرده‌اند، نیروی بیشتری می‌یابد و اَپوش را شکست می‌دهد و آبها بصورت باران در سراسر گیتی پخش می‌شوند. یاران دیگر او در این نبرد، بهمن و هوم و باد و اردای‌فرَوَرد هستند. |
| هوم                                     | هئومَه haoma                    | هوم hōm                           | ایزد گیاه هوم. او یکی از کهن‌ترین و ارجمندترین خدایان ایران باستان با ریشه‌های مشترک هند و ایرانی، مربوط به گیاه هوم (به سانسکریت سومَه) و نوشیدنی‌ای که از عصارهٔ آن بدست می‌آید است. در اساطیر کهن هند و ایرانی، هوم را علاوه بر نشاط آوری، دورکنندهٔ مرگ دانسته‌اند. هوم به الهام و مکاشفهٔ پیشگویانهٔ پیامبران ارتباط دارد. او «اَشَه‌وَزَه» یعنی پرورندهٔ اَشَه (تقوا، پرهیزگاری) است. در این مورد که هوم چه گیاهی بوده‌است، میان پژوهشگران توافقی وجود ندارد. برخی باور دارند این گیاه ریش بُز (افدرا) است. بعضی محققان شاهدانه را گیاه هوم دانسته‌اند و برخی قارچ مگس و برخی دیگر جینسنگ و دیگران اسفند را هوم معرفی کرده‌اند. زرتشت در اوستا شراب انگوری دارای الکل را که نوشیدنی محبوب مهرپرستان و طبقهٔ جنگاور بوده‌است، نکوهش کرده‌است و در مقابل در برجسته‌ترین جای گاهان اوستا به هوم اشاره شده و تأثیر هشیارکننده و الهام‌بخش آن ستوده شده‌است. |
| سروش                                    | اسرَ اُشَه sraoš a                | اسروش srō š                       | ایزد پیام‌آور، واسطهٔ خدایان و مردم. معنی نامش اطلاعت و فرمانبرداری و انصباط است. او از ایزدان بزرگی است که بر نظم جهان مراقبت دارد، پیمان‌ها را می‌پاید و فرشتهٔ نگهبان خاص زرتشتیان است و از شخصیت‌های محبوب باورهای ایران باستان به‌شمار می‌آید. او در مراسم آیینی و نیایش‌ها حضور دارد و نیایش‌ها را به بهشت منتقل می‌کند و در سرودها به عنوان سرور آیین‌های دینی به یاری طلبیده می‌شود. سروش نخستین آفریدهٔ اهورامزدا است که او را می‌ستاید. او آموزگار دینی است که مزدای پاک به او آموخته‌است. سروش با دیو خشم می‌جنگد. همکار ایزد مهر در نگهبانی از پیمان‌ها و نظم است و این دو به همراه ایزد رَشن در روز داوری نهایی در رستاخیز همکار هستند. |

{

## واژگان و مفاهیم هم‌ریشه در ادیان هندوایرانی
فهرست زیر واژگان و مفاهیم هم‌ریشه را در ادیان هندوایرانی نشان می‌دهد که از راه تحلیل زبان‌شناسی در ریگ‌ودا و اوستا گردآوری شده‌است.
| واژهٔ هندوایرانی            | واژهٔ ودایی             | واژهٔ اوستایی                                         | معنی مشترک                                                                                        |
| -------------------------- | ---------------------- | ---------------------------------------------------- | ------------------------------------------------------------------------------------------------- |
| *اَپ (ap)                   | آپ (āp)                | آپ (āp)                                              | "آب،" آپاس (āpas) "آب‌ها"                                                                          |
|                            | آپام نپات (Apām Napāt) | آپام نپات                                            | "سرچشمهٔ آب‌ها"                                                                                     |
| *اَریامَن (aryaman)          | اریامن                 | ائیریامن                                             | "رامش‌دهندهٔ آریایی‌ها"                                                                              |
| *رتا (rta)                 | رتا (rta)              | اَشَه/اَرتَه (asha/arta)                                 | "راستی و درستی"                                                                                   |
| *اَثَر-وَن- (athar-van-)      | اَثَروَن                  | اَثرَوُوَن (āϑrauuan)                                    | "پیشوا"؛ با واژهٔ اوستایی آذر (-ātar) بمعنای "آتش" اشتباه نشود.                                    |
| *اَزی (azi)                 | اَهی                    | اَژی                                                  | «اژدها، مار»، «افعی»                                                                              |
| *دَیوا (daiva)              | دیوا                   | دَئیووَه (daēuua)                                      | نام خدا یا ایزد نزد اقوام هندوایرانی                                                              |
| *مَنو (manu)                | مَنو                    | مَنو                                                  | «بشر، انسان»                                                                                      |
| *می-ترا- (mi-tra-)         | میترا                  | میثرَه (Miθra)                                        | «سوگند، عهد و پیمان»                                                                              |
| *اَسورا (asura)             | اسورا                  | اهوره (اهورا)                                        | نام خدا یا ایزد نزد اقوام هندوایرانی                                                              |
| *سَروَتات (sarvatāt)         | سَروَتات                 | هَئورووَتات (Hauruuatāt)                               | «بی عیب و نقص»، «فرآراستگی»؛ هَئورووَتات در فارسی امروز، خرداد که نام سومین ماه از سال خورشیدی است. |
| *سَرَس-وَنتِ-یه (saras-vnt-ih) | سَرَسوَتی                 | هَرَخوائیتی (Haraxᵛaitī) (اَرِدوی سورا آناهیتا)          | رودی بحث‌انگیز (معمولا افسانه‌ای پنداشته می‌شود)، ایزد رودخانه                                       |
| *سو-مَه- (sau-ma-)          | سوما (soma)            | هَئومَه (haoma)                                        | نام درختی است.                                                                                    |
| *سوَ (ه) ر- (sva(h)r-)      | سوَر                    | هوَر، خوَر                                             | آفتاب، خورشید؛ هم‌ریشه با واژهٔ یونانی هِلیوس، لاتین sol                                             |
| *ور-ترَه- (vr-tra-)         | ورتره- (Vrtra-)        | ورثرَه (vərəθra) (مقایسه شود با ورثرَینَه (Vərəθraγna)) | «رهگیر»؛ ورثرینه همان بِهرام در فارسی امروز است.                                                   |
| *یاما (yama)               | یاما                   | ییمَه (Yima)                                          | پسر ایزد آفتاب ویوَسوَنت/ویووَه‌هووَنت Vivasvant/Vīuuahuuant، همان جمشید پادشاه پیشدادی                |
| *یج-نا- (yaj-na-)          | یجنا                   | یسنه، خویشاوند است با: یَزَتَه                          | «پرستش، قربانی، نذر»                                                                              |